# Lista de ganhadores do Prêmio FNLIJ
Lista de ganhadores do Prêmio FNLIJ, destinado à literatura infantojuvenil, separados por categoria. O ano refere-se ao da entrega do Prêmio. Os premiados são referentes à produção do ano anterior. As editoras são as que publicaram o livro à época do prêmio.

## Ganhadores por categoria[1]

### Criança
| Ano  | Título                        | Escritor                                | Ilustrador | Editora              |
| 1975 | O rei de quase tudo           | Eliardo França                          | Eliardo França | Orientação Cultural  |
| 1976 | Angélica                      | Lygia Bojunga Nunes                     | Vilma Pasqualini | Agir                 |
| 1977 | A bolsa amarela               | Lygia Bojunga Nunes                     | Marie Louise Neri | Agir                 |
| 1978 | Pedro                         | Bartolomeu Campos de Queirós            | Sara Ávila de Oliveira | Miguilim             |
| 1979 | Coleção Gato e rato           | Mary França                             | Eliardo França | Ática                |
| 1980 | Raul da ferrugem azul         | Ana Maria Machado                       | Patrícia Gwinner | Salamandra           |
| 1981 | O curumim que virou gigante   | Joel Rufino dos Santos                  | Lúcia Lacourt | Salamandra           |
| 1982 | O que os olhos não vêem       | Ruth Rocha                              | José Carlos de Brito | Salamandra           |
| 1983 | Uni, duni e tê                | Angela Lago                             | Angela Lago | Comunicação          |
| 1984 | Os bichos que tive            | Sylvia Orthof                           | Gê Orthof | Salamandra           |
| 1985 | É isso ali                    | José Paulo Paes                         | Carlos Brito | Salamandra           |
| 1986 | Uxa, ora fada, ora bruxa      | Sylvia Orthof                           | Tato | Nova Fronteira       |
| 1987 | O menino marrom               | Ziraldo                                 | Ziraldo | Melhoramentos        |
| 1988 | Uma ilha lá longe             | Cora Rónai                              | Rui de Oliveira | Record               |
| 1989 | A mãe da mãe da minha mãe     | Terezinha Alvarenga                     | Angela Lago | Miguilim             |
| 1990 | As viagens de Raoni           | Pedro Veludo                            | Demóstenes Vargas | Miguilim             |
| 1991 | Sua alteza a Divinha          | Angela Lago                             | Angela Lago com colaboração de ilustradores anônimos e antigos                                                                  | RHJ                  |
| 1992 | O menino de olho d’água       | José Paulo Paes                         | Rubens Matuck | Ática                |
| 1993 | Eu e minha luneta             | Cláudio Martins                         | Cláudio Martins | Formato              |
| 1993 | De morte!                     | Angela Lago (hors-concours)             | Angela Lago | RHJ                  |
| 1993 | O problema de Clóvis          | Eva Furnari (hors-concours)             | Eva Furnari |                      |
| 1994 | Asa de papel                  | Marcelo Xavier                          | Marcelo Xavier | Formato              |
| 1995 | Coleção Assim é se lhe parece | Angela Carneiro Lia Neiva Sylvia Orthof | Roger Mello Mariana Massarani Elisabeth Teixeira                                                                                | Ediouro              |
| 1996 | A cristaleira                 | Graziela Bozano Hetzel                  | Roger Mello | Ediouro              |
| 1997 | Menino do Rio Doce            | Ziraldo                                 | Bordados de Angela Dumont, Antonia Diniz Dumont, Marilu Dumont, Martha Dumont, Sávia Dumont sobre desenhos de Demóstenes Vargas | Companhia das Letras |

### Jovem
| Ano  | Título                                                 | Escritor                                  | Ilustrador                      | Editora                |
| 1979 | A casa da madrinha                                     | Lygia Bojunga Nunes                       | Regina Yolanda                  | Agir                   |
| 1980 | Uma idéia toda azul                                    | Marina Colasanti                          | Marina Colasanti                | Nórdica                |
| 1981 | O sofá estampado                                       | Lygia Bojunga Nunes                       | Regina Yolanda                  | Civilização Brasileira |
| 1982 | De olho nas penas                                      | Ana Maria Machado                         | Gerson Conforto                 | Salamandra             |
| 1983 | Bisa Bia, Bisa Bel                                     | Ana Maria Machado                         | Regina Yolanda                  | Salamandra             |
| 1984 | Vida e paixão de Pandonar, o cruel                     | João Ubaldo Ribeiro                       | Ivan & Marcelo                  | Nova Fronteira         |
| 1985 | O outro lado do tabuleiro                              | Eliane Ganem                              | Rui de Oliveira                 | Record                 |
| 1986 | Tchau                                                  | Lygia Bojunga                             | Regina Yolanda                  | Agir                   |
| 1987 | Fruta no ponto                                         | Roseana Murray                            | Sara Ávila                      | FTD                    |
| 1988 | A visitação do amor                                    | Jorge Miguel Marinho                      | Odilon Moraes                   | Contexto               |
| 1989 | Indez                                                  | Bartolomeu Campos de Queirós              |                                 | Miguilim               |
| 1990 | O assassinato do conto policial                        | Paulo Rangel                              | Mário Cafiero                   | FTD                    |
| 1991 | Em busca de mim                                        | Isabel Vieira                             | Michele Iacocca                 | FTD                    |
| 1992 | Minerações                                             | Bartolomeu Campos Queirós                 | Paulo Bernardo Vaz              | RHJ                    |
| 1993 | Entre a espada e a rosa                                | Marina Colasanti                          | Marina Colasanti                | Salamandra             |
| 1994 | Ana Z, aonde vai você?                                 | Marina Colasanti                          | Marina Colasanti                | Ática                  |
| 1994 | Te dou a lua amanhã... biofantasia de Mário de Andrade | Jorge Miguel Marinho                      | Saulo Garroux (projeto gráfico) | FTD                    |
| 1995 | Atentado                                               | Sonia Rodrigues Mota                      | Wilson Cotrim                   | Ediouro                |
| 1996 | Chifre em cabeça de cavalo                             | Luiz Raul Machado                         | Graça Lima                      | Nova Fronteira         |
| 1996 | Por parte de pai                                       | Bartolomeu Campos Queirós (hors-concours) |                                 | RHJ                    |
| 1997 | Contos contidos                                        | Maria Lúcia Simões                        |                                 | RHJ                    |
| 1997 | Ler, escrever e fazer conta de cabeça                  | Bartolomeu Campos de Queirós              |                                 | Miguilim               |
| 1997 | O abraço                                               | Lygia Bojunga (hors-concours)             | Rubem Grilo                     | Agir                   |
| 1997 | Seis vezes Lucas                                       | Lygia Bojunga (hors-concours)             | Regina Yolanda                  | Agir                   |

### Imagem
| Ano  | Título                              | Escritor                                 | Ilustrador                  | Editora      |
| 1982 | Coleção Peixe-vivo                  | Eva Furnari                              | Eva Furnari                 | Ática        |
| 1982 | Ida e volta                         | Juarez Machado                           | Juarez Machado              | Primor       |
| 1983 | A bruxinha atrapalhada              |                                          | Eva Furnari                 | Global       |
| 1984 | Filó e Marieta                      | Eva Furnari                              | Eva Furnari                 | Paulinas     |
| 1985 | Outra vez                           | Angela Lago                              | Angela Lago                 | Miguilim     |
| 1986 | A menina, o cobertor                |                                          | Luís Lorenzon               | FTD          |
| 1987 | Chiquita Bacana e outras pequititas | Angela Lago                              | Angela Lago                 | Lê           |
| 1988 | O dia-a-dia de Dadá                 |                                          | Marcelo Xavier              | Formato      |
| 1989 | A menina da tinta                   | Maria José Boaventura                    |                             | Vigília      |
| 1991 | A menina e o dragão                 | Eva Furnari                              | Eva Furnari                 | Formato      |
| 1992 | Noite de cão                        | Graça Lima                               |                             | Salamandra   |
| 1993 | Pula gato!                          | Marilda Castanha                         | Marilda Castanha            | Santuário    |
| 1993 | Cântico dos cânticos                | Angela Lago                              | Angela Lago (hors-concours) | Paulinas     |
| 1993 | Truks                               | Eva Furnari                              | Eva Furnari (hors-concours) | Ática        |
| 1994 | O caminho do caracol                | Helena Alexandrino                       | Helena Alexandrino          | Studio Nobel |
| 1994 | O gato viriato                      | Roger Mello                              | Roger Mello                 | Ediouro      |
| 1995 | A bela e a fera                     | Rui de Oliveira                          | Rui de Oliveira             | FTD          |
| 1995 | Cena de rua                         | Angela Lago                              | Angela Lago (hors-concours) | RHJ          |
| 1996 | Zoom                                | Istvan Banyai Gilda de Aquino (tradução) |                             | Brinque-Book |

### Tradução Jovem
| Ano  | Título                   | Escritor            | Tradutor                                                                    | Ilustrador                   | Editora              |
| 1989 | Salada russa             | vários autores      | Tatiana Belinky                                                             | Paulinas                     | Vigília              |
| 1990 | Carmen                   | Prosper Merimée     | Francisco Balthar Peixoto                                                   | Gennaro Urso                 | FTD                  |
| 1991 | Cartas do meu moinho     | Alphonse Daudet     | Paulo Mendes Campos                                                         | Carlos Eduardo S. de Andrade | Scipione             |
| 1995 | Kamô e a idéia do século | Daniel Pennac       | Dau Bastos                                                                  | Jean-Philippe Chabot         | Salamandra           |
| 1996 | O mundo de Sofia         | Jostein Gaarder     | João Azenha Junior                                                          |                              | Companhia das Letras |
| 1997 | A comédia de erros       | William Shakespeare | Mary Lamb (adaptação) Márcio Godinho de Oliveira e Johnny Mafra (tradução)  | Alícia Cañas Cortázar        | Dimensão             |
| 1997 | A tempestade             | William Shakespeare | Mary Lamb (adaptação) Sérgio Godinho de Oliveira e Zélia Almeida (tradução) | Bernhard Oberdieck           | Dimensão             |
| 1997 | Contos de inverno        | William Shakespeare | Charles e Mary Lamb (adaptação) Sérgio Godinho de Oliveira (tradução)       | Elzbieta Gaudasinska         | Dimensão             |
| 1997 | O mercador de Veneza     | William Shakespeare | Mary Lamb (adaptação) Sérgio Godinho de Oliveira e Johnny Mafra (tradução)  | Dusan Kállay                 | Dimensão             |
| 1997 | Otelo                    | William Shakespeare | Mary Lamb (adaptação) Sérgio Godinho de Oliveira e Johnny Mafra (tradução)  | Benoit Chieux                | Dimensão             |
| 1997 | Romeu e Julieta          | William Shakespeare | Mary Lamb (adaptação) Márcio Godinho de Oliveira e Léo Cunha (tradução)     | Marine D'antibes             | Dimensão             |

### Tradução Criança
| Ano  | Título                                                                                              | Escritor                | Tradutor                                              | Ilustrador            | Editora |
| 1990 | O rei Bigodeira e sua banheira                                                                      | Audrey Wood             | Gisela Maria Padovan                                  | Don Wood              | Ática   |
| 1991 | Di-versos russos                                                                                    |                         | Tatiana Belinky (tradução) Samuel Marchak (adaptação) | Cláudia Scatamacchia  | FTD     |
| 1992 | Contos de Grimm                                                                                     | Wilhelm e Jacob Grimm   | Maria Heloísa Penteado                                | Anastassija Archipowa | Ática   |
| 1993 | O teatro de sombras de Ofélia                                                                       | Michael Ende            | Luciano Vieira Machado                                | Friedrich Hechelmann  | Ática   |
| 1994 | A cortina da tia Bá]]                                                                               | Virgínia Woolf          | Ruth Rocha                                            | Julie Vivas           | Ática   |
| 1995 | A bruxa Salomé                                                                                      | Audrey Wood             | Gisela Maria Padovan                                  | Don Wood              | Ática   |
| 1996 | O pintor de lembranças                                                                              | José Antonio Del Cañizo | Charles Kiefer                                        | Jesús Gabán           | Projeto |
| 1997 | Coleção A Epopéia de Gilgamesh (O rei Gilgamesh, A última busca de Gilgamesh, A vingança de Ishtar) | Ludmilla Zeman          | Sérgio Capparelli                                     | Ludmilla Zeman        | Projeto |

### Informativo
| Ano  | Título                                    | Escritor                                                                 | Ilustrador           | Editora        |
| 1991 | Coleção Viajando através da História      | Nicolau Sevcenko (adaptação)                                             |                      | Scipione       |
| 1992 | Coleção de Mãos Dadas com a Natureza      | vários escritores                                                        |                      | Salamandra     |
| 1993 | Coleção O homem e a comunicação           | Ruth Rocha Otavio Roth                                                   | Raquel Coelho        | Melhoramentos  |
| 1994 | A terra é sua. E cuide dela!              | Josep Rosell Olga de Sá (tradução)                                       | Xan López Dominguez  | Santuário      |
| 1995 | Coleção Alecrim dourado                   | Geruza Helena Borges                                                     | Geruza Helena Borges | Mazza          |
| 1996 | Noções de Coisas                          | Darcy Ribeiro                                                            | Ziraldo              | FTD            |
| 1997 | De dois em dois: um passeio pelas bienais | Renata Sant'Anna, Maria do Carmo Escorel de Carvalho e Edgar Bittencourt |                      | Martins Fontes |
| 1997 | Serafina e a criança que trabalha         | Jô Azevedo, Iolanda Huzak e Cristina Porto                               | Michele Iacocca      | Ática          |

### Escritor revelação
| Ano  | Título                         | Escritor            | Ilustrador       | Editora        |
| 1993 | Eu e minha luneta              | Cláudio Martins     | Cláudio Martins  | Formato        |
| 1994 | Lições de Girafa               | Léo Cunha           | vários autores   | Miguilim       |
| 1994 | O sabiá e a girafa             | Léo Cunha           | Graça Lima       | Nova Fronteira |
| 1994 | Pela estrada afora             | Léo Cunha           | Cláudia Ferreira | Atual          |
| 1995 | Ver de ver meu pai             | Celso Sisto         | Roger Mello      | Nova Fronteira |
| 1996 | Coleção de bruxas de meu pai   | Rosa Amanda Strausz | Fernando Nunes   | Salamandra     |
| 1996 | Mamãe trouxe um lobo para casa | Rosa Amanda Strausz | Fernando Nunes   | Salamandra     |
| 1997 | Contos contidos                | Maria Lúcia Simões  |                  | RHJ            |

### Poesia
| Ano  | Título                              | Escritor                                                   | Ilustrador       | Editora |
| 1993 | Tantos medos e outras coragens      | Roseana Murray                                             | Guto Lins        | FTD     |
| 1994 | Lé com cré                          | José Paulo Paes                                            | Alcy             | Ática   |
| 1995 | O velho que trazia a noite          | Sérgio Caparelli                                           | Cecília Iwashita | Kuarup  |
| 1996 | Poesia fora da estante              | Vera Aguiar, Simone Assumpção e Sissa Jacoby (organização) | Laura Castilhos  | Projeto |
| 1997 | 33 ciberpoemas e uma fábula virtual | Sérgio Caparelli                                           | Marilda Castanha | L&PM    |

### Ilustrador revelação
| Ano  | Título                         | Escritor        | Ilustrador | Editora                 |
| 1994 | Os incríveis seres fantásticos | Samir Meserani  | Mariza Dias da Costa | FTD                     |
| 1996 | Que história é essa?           | Flávio de Souza | Pepe Casals | Companhia das Letrinhas |
| 1997 | Menino do Rio Doce             | Ziraldo         | Bordados de Angela Dumont, Antonia Diniz Dumont, Marilu Dumont, Martha Dumont, Sávia Dumont sobre desenhos de Demóstenes Vargas | Companhia das Letras    |

### Projeto editorial
| Ano  | Título                                  | Escritor                                | Ilustrador | Editora              |
| 1994 | Coleção Folclore de casa                | Angela Lago                             | Angela Lago | RHJ                  |
| 1995 | Coleção Assim é se lhe parece           | Angela Carneiro Lia Neiva Sylvia Orthof | Roger Mello Mariana Massarani Elisabeth Teixeira                                                                                | Ediouro              |
| 1996 | Cinco histórias do bruxo do Cosme Velho | Machado de Assis                        | Tatiana Sperhacke (projeto gráfico)                                                                                             | Projeto              |
| 1997 | Menino do Rio Doce                      | Ziraldo                                 | Bordados de Angela Dumont, Antonia Diniz Dumont, Marilu Dumont, Martha Dumont, Sávia Dumont sobre desenhos de Demóstenes Vargas | Companhia das Letras |

### Melhor ilustração
| Ano  | Título                      | Escritor               | Ilustrador  | Editora |
| 1995 | O macaco e a boneca de cera | Sonia Junqueira        | Roger Mello | Atual   |
| 1996 | A cristaleira               | Graziela Bozano Hetzel | Roger Mello | Ediouro |
| 1997 | Maria Teresa                | Roger Mello            | Roger Mello | Agir    |

### Tradução Informativo
| Ano  | Título | Escritor                      | Tradutor               | Ilustrador                     | Editora       |
| 1995 | Coleção As origens do saber (A criação da pintura; O céu e seus mistérios; O fogo, amigo ou inimigo?; A música dos instrumentos) | Pierre Marchand (coordenação) | vários tradutores      | Anne                           | Melhoramentos |
| 1996 | O teatro no mundo (Coleção As origens do saber)                                                                                  | Pierre Marchand (coordenação) | Célia Regina de Lima   | Anne de Bouchony (coordenação) | Melhoramentos |
| 1997 | O mensageiro das estrelas | Peter Sís                     | Luciano Vieira Machado | Peter Sís                      | Ática         |